# Минаков, Аркадий Юрьевич
Арка́дий Ю́рьевич Минако́в (род. 16 июня 1962, Холтосон, Закаменский район, Бурятская АССР, РСФСР, СССР) — российский историк, доктор исторических наук, профессор исторического факультета Воронежского государственного университета, специалист в области русской общественной мысли, директор Зональной научной библиотеки ВГУ.

## Биография
Родился 16 июня 1962 года в р.п. Холтосон Закаменского района Бурятской АССР. В 1985 г. окончил исторический факультет Воронежского государственного университета. С 1992 г. — преподаватель кафедры истории России исторического факультета ВГУ. По настоящее время возглавляет Центр изучения русского консерватизма. В 1993 г. — защитил кандидатскую диссертацию «История общества „Народная расправа“». С 2006 г. — директор Зональной научной библиотеки ВГУ. В 2011 г. — защитил докторскую диссертацию «Русский консерватизм первой четверти XIX века». Лауреат Всероссийского конкурса 2011 г. на соискание премии «Имперская культура» имени Эдуарда Володина. В 2012 г. — награждён медалью святителя Митрофания Воронежской и Борисоглебской епархии III степени; в 2013 г. — медалью Русской православной церкви «В память 200-летия победы в Отечественной войне 1812 года»; в 2013 г. — орденом «ЗА СЛУЖБУ И ДОБЛЕСТЬ» 1-й степени (золотой крест). Член редколлегии журнала «Тетради по консерватизму».
В 2018 г. — Кандидат на пост губернатора Воронежской области. Выдвинут 24 июня региональным отделением партии «Родина» тайным голосованием (подробнее). Занял по итогам выборов 6-е место с результатом в 1,58 %.

## Научные публикации

### Монографии
- Русская партия в первой четверти XIX века / А. Ю. Минаков. — М.: Институт Русской Цивилизации, 2013. — 528 с. http://www.rusinst.ru/docs/books/A.Yu.Minakov-Russkaya_partiya.pdf
- Русский консерватизм первой четверти XIX в. / А. Ю. Минаков. — Воронеж: Изд-во Воронеж. гос. ун-та, 2011. — 560 с. http://conservatism.lib.vsu.ru/files/bibl/3593note.pdf
- Против течения: исторические портреты русских консерваторов первой трети XIX столетия / отв. ред. А. Ю. Минаков .— Воронеж : Воронеж. гос. ун-т, 2005 .— 417 с. — (Монографии ; Вып. 13) .— Библиогр. в примеч. в конце ст. — ISBN 5-9273-0677-2 .— http://www.lib.vsu.ru/elib/books/b248495.pdf (недоступная+ссылка)
- У истоков левого терроризма: С. Г. Нечаев и нечаевское дело // Власть и общественное движение в России имперского периода / под ред. М. Д. Карпачева (ответственный редактор), М. Д. Долбилов, А. Ю. Минаков, Г. Н. Мокшина. — Воронеж: Воронежский государственный университет, 2005. — С.174-352. http://conservatism.lib.vsu.ru/files/bibl/15227note.pdf
- Консерватизм в России и мире : в 3 ч. / [ред. кол.: А. Ю. Минаков (отв. ред.) и др.]. — Воронеж : Воронеж. гос. ун-т, 2004. — Ч. 1. — 260 с. ; Ч. 2. — 256 с. ; Ч. 3. — 220 с.
- Вопросы истории консерватизма / А. Ю. Минаков. — Воронеж.: Издательский дом ВГУ, 2015. 416 с. http://conservatism.lib.vsu.ru/files/bibl/15404note.pdf

### Сборники, статьи и рецензии
- Магницкий М. Л. Православное просвещение / Сост., предисл. Минакова А. Ю., имен. указ. Гришиной Е. П., коммент. Хатунцева С. В. / Отв. ред. О. А. Платонов. — М.: Институт русской цивилизации, Родная страна, 2014. — 528 с. http://rusinst.ru/docs/books/M.L.Magnickii-Pravoslavnoe_prosveschenie.pdf
- Воронежская беседа : альманах на 1995 г. / [ред. совет.: протоие-рей В. Попов … С. П. Иванов, А. Ю. Минаков и др.]. — Воронеж : Воронеж. епархия, 1995. — 185 с.
- Консерватизм в России и мире : прошлое и настоящее : сб. науч. тр. / [ред. кол.: А. Ю. Минаков (отв. ред.) и др.]. — Воронеж : Изд-во Воронеж. гос. ун-та, 2001. — Вып. 1. — 262 с.
- Украинский вопрос в русской патриотической мысли. Составление, предисловие, послесловие и примечания: д-р ист. наук, проф. Минаков А. Ю. — М.: Книжный мир, 2016. — 800 с. -URL:http://conservatism.lib.vsu.ru/files/bibl/15402note.pdf

## Учебные и методические издания
- Аркадий Юрьевич Минаков : биобиблиогр. пособие / [сост.: В. М. Невежина, Т. П. Семенова; науч. ред. М. Д. Карпачев]. — Воронеж: Издательско-полиграфический центр Воронежского государственного университета, 2012. — 64 с. — (Ученые Воронежского государственного университета). http://conservatism.lib.vsu.ru/files/bibl/15218note.pdf

Общие показатели публикационной активности